# Nachtwakersstaat
Een nachtwakersstaat, of een kleine staat, is een staat waar de overheid zich zo weinig mogelijk bemoeit met de burgers. De enige taak van de overheid is in beginsel het garanderen van de veiligheid van de inwoners door het zorgen voor politie en krijgsmacht. Daarnaast bestaat er een aantal wetten om de rechtsorde te handhaven. Het idee van een nachtwakersstaat wordt aangehangen door klassiek liberalen en minarchisten. Het politieke model in een nachtwakersstaat is doorgaans dat van constitutionele republiek.
Nederland en België waren in de 19e eeuw beide nachtwakersstaten. Later veranderden deze landen in verzorgingsstaten, nadat de eerste sociale wetten waren ingevoerd. Dit was een gevolg van de sterk toegenomen inmenging van de staat op cultureel, economisch, sociaal en fiscaal vlak vanaf het begin van de 20ste eeuw.